# Dianella adenanthera
Dianella adenanthera är en grästrädsväxtart som först beskrevs av Johann Georg Adam Forster, och fick sitt nu gällande namn av Rodney John Francis Henderson. Dianella adenanthera ingår i släktet Dianella och familjen grästrädsväxter. Inga underarter finns listade i Catalogue of Life.